# Hotchkiss 20-24CV
La 20-24CV fu un'autovettura prodotta nel 1904 dalla Casa automobilistica franco-statunitense Hotchkiss.

## Breve profilo
Fu in particolare la prima vettura prodotta dalla Hotchkiss, che fino a quel momento si era dedicata solo agli armamenti.

Era realizzata su un robusto telaio in acciaio, simile a quello utilizzato sulle Mercedes. Utilizzava un sistema di trasmissione ideato dalla Hotchkiss stessa ed un albero a gomiti su cuscinetti a sfera. Il motore era un 4 cilindri biblocco.